# Lomas de Tecojcoyunca
Lomas de Tecojcoyunca är en ort i Mexiko.   Den ligger i kommunen Olinalá och delstaten Guerrero, i den sydöstra delen av landet, 170 km söder om huvudstaden Mexico City. Lomas de Tecojcoyunca ligger 1 458 meter över havet och antalet invånare är 109.
Terrängen runt Lomas de Tecojcoyunca är lite bergig. Runt Lomas de Tecojcoyunca är det ganska glesbefolkat, med 28 invånare per kvadratkilometer. Närmaste större samhälle är Huamuxtitlán, 20,0 km sydost om Lomas de Tecojcoyunca. I omgivningarna runt Lomas de Tecojcoyunca växer huvudsakligen savannskog.